# Castiarina duaringae
Castiarina duaringae es una especie de escarabajo del género Castiarina, familia Buprestidae. Fue descrita científicamente por Carter en 1929.